# 高尾 (津山市)
高尾（たかお）は岡山県津山市にある地名。郵便番号は708-0876。

## 地理
皿川を南北で挟むように位置する。東は皿、北は平福、南は福田、西は福田及び美咲町錦織に接する。

### 河川
- 皿川

## 歴史

### 沿革
- 1889年6月1日 - 町村制施行に伴い、久米南条郡高尾村が同郡一方村、井口村、大谷村、北村、皿村、中島村、平福村、福田村と合併し、佐良山村となる。高尾村は大字高尾となる。
- 1900年4月1日 - 久米南条郡が久米北条郡と合併し、久米郡となる。
- 1901年4月1日 - 佐良山村大字大谷が福岡村へ編入される。
- 1941年2月11日 -久米郡佐良山村が苫田郡東苫田村とともに津山市へ編入される。

## 世帯数と人口
2021年（令和3年）1月1日現在の世帯数と人口は以下の通りである。
| 町丁 | 世帯数  | 人口  |
| ---- | ------- | ----- |
| 高尾 | 150世帯 | 337人 |

## 小・中学校の学区
市立小・中学校に通う場合、学区は以下の通りとなる。
| 番地 | 小学校               | 中学校               |
| ---- | -------------------- | -------------------- |
| 全域 | 津山市立佐良山小学校 | 津山市立津山西中学校 |

## 交通

### 道路
- 国道53号（一部が国道429号と重複区間）
- 国道429号（一部が国道53号と重複区間）

当地で両国道が合流する。

### 鉄道
西日本旅客鉄道
- 津山線：佐良山駅

## 施設
- 岡山三菱ふそう自動車販売津山高尾店
- ブリヂストン生産財タイヤソリューション西日本津山店
- 日本植生本社・津山営業所
- 小松建機美作
- 佐良山駐在所